# Stenetrium mediterraneum
Stenetrium mediterraneum är en kräftdjursart som beskrevs av Hansen 1905. Stenetrium mediterraneum ingår i släktet Stenetrium och familjen Stenetriidae. Inga underarter finns listade i Catalogue of Life.